# Lex Romana Visigothorum

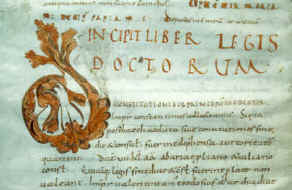
Rękopis Lex Romana Visigothorum z X w.

Królestwo Wizygotów za panowania Alaryka II

Lex Romana Visigothorum (Rzymski Kodeks dla Wizygotów) z 506 r. zwany także Breviarium Alarici(anum) (Brewiarz Alaryka) – zbiór reskryptów cesarskich wraz z prawniczymi komentarzami. Lex Romana Visigothorum stanowi sumę późnorzymskiego prawa i aż do środkowego średniowiecza oddziaływał na prawodawstwo południowo-zachodniej Europy.

## Powstanie i zawartość
Aż do początku VI w. określenie Lex w Królestwie Wizygotów i Królestwie Burgundii oznaczało zbiory praw w formie wyciągów ze starszych pism prawniczych, zawierające głównie prawo rzymskie i przeznaczone dla ludności rzymskiej. Dekrety prawne czyli potwierdzenia dotychczasowych praw powstawały w związku ze zmianami na terenach dawnego cesarstwa rzymskiego. Miały na celu stabilizację prawną sytuacji Kościoła katolickiego i miejscowej ludności. W tej sposób zdobywcy pragnęli pozyskać ich dla nowej władzy.
Lex Romana Visigothorum został wydany przez króla Alaryka II 5 lutego 506 r. Miał on formę wzorowaną na cesarskich kodeksach z okresu późnej starożytności. Gockie pochodzenie jest widoczne we wstępie („Conmonitorium”) jedynie przez kilkakrotne wymienienie „rex Alaricus” jako ustawodawcy i urzędnika dworskiego „comes Goiaricus”, który zredagował kodeks. Król Alaryk II jako władca rzymskiej ludności nadaje jej prawa przy współudziale duchownych i możnych („adhibitis sacerdotibus ac nobilibus viris”).
Lex Romana Visigothorum składa się następujących części
- Szesnaście ksiąg Kodeksu Teodozjańskiego
- Uzupełnienia
  - Teodozjusza II,
  - Walentyniana III,
  - Marcjana,
  - Majoriana oraz
  - Libiusza Sewera,
- Institutiones Gajusza,
- Pięć ksiąg Sententiae Receptae Juliusza Paulusa;
- Trzynaście rozdziałów w Kodeksu Gregoriańskiego
- Dwa rozdziału z kodeksu Hermogenesa
- Fragment z pierwszej księgi Responsa Papiniana

Lex zawiera zarówno właściwe przepisy prawne jak i objaśnienia. Wszystkie części oprócz Institutiones Gajusza zawierają partie tekstu i partie streszczeń, które zapewne pochodzą z V w. Znaczenie Lex Romana Visigothorum dla historii prawa polega na tym, że jest to jedyny zbiór prawa rzymskiego, w którym zachowało się pięć pierwszych ksiąg Kodeksu Teodozjusza I, pięć ksiąg Sententiae Receptae Juliusza Paulusa; a do odkrycia rękopisu z biblioteki w Weronie zawierającego większość Institutiones Gajusza, był jedynym rękopisem zawierającym część tego ważnego dzieła prawniczego.

## Oddziaływanie
Lex Romana Visigothorum obowiązywało na terenie Królestwa Wizygotów aż do wprowadzenia w 654 r. „Lex Visigothorum”. Obszary na północ od Pirenejów, z wyjątkiem Septymanii, zostały po bitwie pod Vouillé w 507 r. utracone na rzecz Franków. Mimo to Lex Romana Visigothorum było tam nadal w użyciu co potwierdził w 768 r. Karol Wielki.
Na podstawie Lex Romana Visigothorum powstało pomiędzy VII a IX w., głównie w Państwie Franków przynajmniej 10 różnych wyciągów i opracowań („Epitomae Breviarii”, nie wszystkie zostały publikowane). Znane są przede wszystkim opracowania z obszaru Lombardii i Recji, pochodzące z pierwszej połowy VIII w. i noszące nazwę „Lex Romana Curiensis” (od nazwy prowincji Recji) lub „Lex Romana Utinensis” (od miasta Udine, gdzie znaleziono zaginiony obecnie manuskrypt). Wprowadzone w XIX w. określenie „Lex” jest w tym wypadku mylące. Nowsze badania opierające się na dwóch retyckich, jednym werońskim rękopisie oraz dwóch fragmentach z Mediolanu doprowadziły do wniosku, że zachowany tekst ma charakter literacki, a nie prawniczy.

## Nazwa
Lex Romana Visigothorum zostało w jednym z pism królewskiego pisarza Anianusa określone jako kodeks różny jednak od Kodeksu Justyniana. Z uwagi na to, że w tekście królewskiej przedmowy („conmonitorium”) znajduje się stwierdzenie, iż moc prawną mają jedynie odpisy sprządzone przez Anianusa, wielu autorów uważało go za twórcę całego zbioru praw i używało nazwy Breviarium Aniani. Wydaje się, że Goci znali go jako Lex Romana lub Lex Theodosii. 
Nazwę Breviarium Alarici lub Breviarium Alaricianum nadał mu historyk prawa Tilius w XVI w. by go odróżnić od przeróbek z terenu Lombardii i Recji. Pierwsze pełne wydanie opublikował Johannes Sichard pt. Codicis Theodosiani libri XVI, Basel 1528; następne, nowe i dotąd stosowane pt. Lex Romana Visigothorum wydał w 1849 r. Gustav Hänel.